# Denise O'Sullivan
Denise O'Sullivan (Cork, Irlanda; 4 de febrero de 1994) es una futbolista irlandesa. Juega de mediocampista para la selección de Irlanda y para el Brighton & Hove Albion de la FA Women's Super League de Inglaterra cedida en préstamo por el North Carolina Courage.

## Estadísticas

### Clubes
| Club                     | País           | Año             |
| ------------------------ | -------------- | --------------- |
| Wilton United            | Irlanda        | ¿? - 2011       |
| Peamount United F.C.     | Irlanda        | 2011            |
| Cork City W.F.C.         | Irlanda        | 2011 - 2012     |
| Peamount United F.C.     | Irlanda        | 2012            |
| Cork City W.F.C.         | Irlanda        | 2012 - 2013     |
| Glasgow City             | Escocia        | 2013 - 2016     |
| Houston Dash             | Estados Unidos | 2016 - 2017     |
| North Carolina Courage   | Estados Unidos | 2017 - presente |
| Canberra United FC       | Australia      | 2018 - 2019     |
| Western Sydney Wanderers | Australia      | 2019 - 2020     |
| Brighton & Hove Albion   | Inglaterra     | 2020 - presente |

## Palmarés

### Títulos nacionales
| Título                              | Club                   | País           | Año  |
| ----------------------------------- | ---------------------- | -------------- | ---- |
| Scottish Women's Premier League     | Glasgow City           | Escocia        | 2013 |
| Copa de Escocia Femenina            | Glasgow City           | Escocia        | 2013 |
| Scottish Women's Premier League     | Glasgow City           | Escocia        | 2014 |
| Copa de la Liga Femenina de Escocia | Glasgow City           | Escocia        | 2014 |
| Copa de Escocia Femenina            | Glasgow City           | Escocia        | 2014 |
| Scottish Women's Premier League     | Glasgow City           | Escocia        | 2015 |
| Copa de la Liga Femenina de Escocia | Glasgow City           | Escocia        | 2015 |
| Copa de Escocia Femenina            | Glasgow City           | Escocia        | 2015 |
| NWSL Shield                         | North Carolina Courage | Estados Unidos | 2017 |
| National Women's Soccer League      | North Carolina Courage | Estados Unidos | 2018 |
| National Women's Soccer League      | North Carolina Courage | Estados Unidos | 2019 |

### Distinciones individuales
| Distinción                       | Evento                                            | Año     |
| -------------------------------- | ------------------------------------------------- | ------- |
| Mejor Once de la Liga            | Liga femenina de fútbol de Irlanda                | 2011-12 |
| Jugadora del Año                 | Premios Anuales del Fútbol Femenino Escocés (SWF) | 2014    |
| Jugadora de la Selección del Año | Premios Internaciones de la FAI                   | 2015    |
| Equipo del Año de las Jugadoras  | National Women's Soccer League                    | 2019    |